# Take Me Away (песня Аврил Лавин)
«Take Me Away» — сингл канадского автора-исполнителя Аврил Лавин с её второго студийного альбома Under My Skin. Как и «Losing Grip», имеет достаточно тяжелое звучание для массовых радио. Именно поэтому данный трек ротировался на радиостанциях, ориентированных на рок-музыку, а «Don’t Tell Me» — на Top 40 радиостанциях. «Take Me Away» также была выпущена в качестве би-сайда к более популярному синглу «Don’t Tell Me».
Сингл был выпущен в формате «только для радио» весной 2004 года в Канаде, а 24 мая 2005 года — в Австралии и в цифровом виде.

## О композиции
Как и большинство треков данного альбома, основным жанром для данной песни является пост-гранж, однако можно заметить утяжеленное звучание ню-метала в припевах и присущий ему дисторшн в последнем из них. Некоторые люди путают данную песню с неизданным би-сайдом к альбому Let Go с таким же названием. Но это всего лишь заблуждение. Они отличаются и по тексту со звучанием, и по длительности: эта композиция длится 2:57, а би-сайд — 3:27.